# Sex Pistols
Sex Pistols (з англ. — «Статеві Пістолі») — британський панк-рок гурт, утворений в 1975 році в Лондоні. Колектив став уособленням субкультури панку, а його учасники — ініціаторами так званої «панк-революції» у Великій Британії. Своєю творчістю та ідеологією Sex Pistols надихнули величезну кількість виконавців пізнішого періоду, що представляють практично всі напрямки рок-музики. Гурт вважається одним з найвпливовіших колективів 1970-х років.

## Мультимедіа
- «Fuckin Rotten» — фрагмент запису інтерв'ю з гуртом, 1976
- «God Save the Queen» [Архівовано 10 вересня 2008 у Wayback Machine.]
- «Holidays in the Sun» — четвертий сингл з альбому Never Mind the Bollocks, Here's the Sex Pistols
- «No Fun» [Архівовано 4 серпня 2013 у Wayback Machine.] — кавер-версія пісні гурту The Stooges, написаної Іггі Попом.

## Дискографія
| Рік  | Альбом                                          | Тип                        | Альбомний чарт Британії |
| ---- | ----------------------------------------------- | -------------------------- | ----------------------- |
| 1977 | Never Mind the Bollocks, Here's the Sex Pistols | Студійний альбом           | 1                       |
| 1977 | Spunk a                                         | Перші студійні записи      | —                       |
| 1979 | The Great Rock 'n' Roll Swindle                 | various artists soundtrack | 7                       |
| 1979 | Some Product: Carri on Sex Pistols              | interviews and radio spots | 6                       |
| 1980 | Flogging a Dead Horse                           | Збірка                     | 23                      |
| 1980 | Sex Pack                                        | Збірка                     | —                       |
| 1985 | Anarchy in the U.K. - Live at the 76 Club b     | Концертний альбом          | —                       |
| 1992 | Kiss This                                       | Збірка                     | 10                      |
| 1996 | Filthy Lucre Live                               | Концертний альбом          | 26                      |
| 2002 | Jubilee                                         | Збірка                     | 29                      |
| 2002 | Sex Pistols                                     | Бокс-сет                   | —                       |
| 2005 | Raw and Live                                    | Концертний альбом          | —                       |
| 2007 | Agents of Anarchy                               | Збірка                     | —                       |
| 2008 | Live & Filthy                                   | Концертний альбом          | —                       |

- ↑  Видано вперше—1977; Видано офіційно—1996.
- ↑  Видано вперше—1985; Видано офіційно—2001.
- 1977: Never Mind The Bollocks, Here's The Sex Pistols
- 1979: The Great Rock'N'Roll Swindle
- 1979: Carri On Sex Pistols — Some Product
- 1980: The Best Of Sex Pistols & We Don't Care
- 1980: Flogging A Dead Horse
- 1980: The Great Rock'N'Roll Swindle (soundtrack)
- 1980: The Heyday
- 1985: The Mini Album
- 1985: Live Worldwide
- 1985: The Original Pistols Live At Burton On Trent, 1976
- 1985: After The Storm
- 1985: The Best Of Sex Pistols Live
- 1985: Anarchy In The UK Live
- 1985: Never Trust A Hippy
- 1985: Where Were You ln '77?
- 1985: No Future UK?
- 1985: Live & Loud
- 1985: Power Of The Pistols
- 1986: Last Show On Earth
- 1986: The Filth & The Fury
- 1986: 10th Anniversary Album
- 1986: Italian Demos
- 1986: No Future USA
- 1988: We Have Cum For Your Children — Wanted: The Goodman Tapes
- 1988: Better Live Than Dead
- 1988: It Seemed To Be The End Until The Next Beginnig
- 1988: Anarchy Worldwide
- 1988: Cash For Chaos
- 1990: The Best Of & The Rest Of The Sex Pistols
- 1990: Live At Chelmsford Top Security Prison
- 1991: Pretty Vacant
- 1991: Kiss This
- 1992: Early Daze — The Studio Collection
- 1992: Introspective: Sex Pistols
- 1996: Winterland Concert
- 1996: Filthe Lucre Live

### Сід Вішес
- 1979: Sid Sings
- 1985: Love Kills NYC
- 1986: The Real Sid & Nancy
- 1986: Live At The Electric Ballroom
- 1987: Sid Versus Eddie
- 1987: Sid Vicious Live

### Steve Jones
- 1987: Mercy
- 1989: Fire & Gasoline.

### The Professionals
- 1980: Professionals
- 1981: I Didn't See It Goming

### The Rich Kids
- 1978: Ghosts Of Princes In Towers